# Połowiczny rozpad Timofieja Bierezina
Połowiczny rozpad Timofieja Bierezina (ang. Pu-239 lub The Half Life of Timofey Berezin) – brytyjsko-amerykański dramat filmowy z 2006 roku będący ekranizacją książki Pu-239 autorstwa Kena Kalfusa. Film jest produkcją stacji HBO, producentami wykonawczymi byli Steven Soderbergh i George Clooney. Obraz został wyróżniony nagrodami Gildii Amerykańskich Scenografów oraz Gildii Amerykańskich Montażystów.

## Opis fabuły
Timofiej Bierezin pracuje w elektrowni atomowej pod Moskwą. Pewnego dnia, na skutek wypadku, zostaje napromieniowany i ma przed sobą zaledwie kilka tygodni życia. Zanim jednak stanie się najgorsze, musi zadbać o byt swojej rodziny. Timofiej kradnie pluton Pu-239 i wyjeżdża do Moskwy, aby sprzedać go na czarnym rynku. Tam poznaje Shiva, przebiegłego gangstera, który obiecuje mu znaleźć dobrego kupca. Niestety, obaj stają się celem rywalizujących ze sobą mafijnych bossów. Jednak ani Timofiej, ani Shiv nie zdają sobie sprawy, że znaleźli się w sytuacji bez wyjścia.

## Obsada
- Paddy Considine − Timofiej Bierezin
- Radha Mitchell − Marina
- Oscar Isaac − Shiv
- Kenneth Bryans − Prusokov
- Jason Flemyng − Vlad
- Nikolaj Lie Kaas − Tusk
- Steven Berkoff − Starkov